# Ośrodek „Pamięć i Przyszłość”
Ośrodek „Pamięć i Przyszłość” − państwowa instytucja kultury, której celem jest promowanie polskiego dziedzictwa narodowego i upowszechniania dorobku historycznego i kulturowego stworzonego przez Polaków po II wojnie światowej.
Ośrodek został powołany 11 marca 2007 r. przez ministra kultury Kazimierza M. Ujazdowskiego podczas konferencji w Zakładzie Narodowym im. Ossolińskich we Wrocławiu.
Celem Ośrodka jest:
- promowanie polskiego dziedzictwa narodowego jako ważnego elementu europejskiego dziedzictwa kulturowego
- upowszechnienie dorobku historycznego i kulturowego stworzonego przez Polaków po okresie zniszczeń II wojny światowej
- prowadzenie działalności edukacyjnej służącej szacunkowi dla prawdy historycznej będącej fundamentem sprawiedliwego ładu międzynarodowego i pokojowych stosunków między narodami Europy.

Powyższe cele realizowane są w szczególności poprzez:
- zbieranie, opracowywanie oraz prezentowanie dokumentów, pamiątek oraz świadectw dziedzictwa historycznego, materialnego, duchowego i kulturowego
- budowanie stałych i czasowych programów wystawienniczych
- działanie na rzecz współpracy między narodami Europy opartej na prawdzie historycznej i bliskości kulturowej
- animowanie refleksji i debaty publicznej
- prowadzenie akcji promocyjnych, społecznych i informacyjnych
- inicjowanie, prowadzenie i wspieranie projektów badawczych, edukacyjnych, szkoleniowych, stypendialnych, kulturalnych oraz rozwojowych
- prowadzenie działalności wydawniczej.

Ośrodek prowadzi szereg programów i projektów wystawienniczych służących szacunkowi dla prawdy historycznej m.in. Pociąg do historii, Świadkowie Historii.
Ostatecznie zrezygnowano z utworzenia Muzeum Ziem Zachodnich, poprzestając na uruchomieniu Centrum Historii Zajezdnia oraz – wspólnie z 4 innymi placówkami – Sieci Ziem Zachodnich i Północnych.
Dyrektorem Ośrodka Pamięć i Przyszłość jest Andrzej Jerie.
W ramach szerokiej działalności wydawniczej Ośrodek wydaje kwartalnik „Pamięć i Przyszłość”.